# Eisenbahnraub von Neuvic
Der Eisenbahnraub von Neuvic im Département Dordogne vom 26. Juli 1944 war eine Aktion der französischen Résistance. Bei diesem Überfall fielen der Widerstandsbewegung 2,280 Milliarden Francs in die Hände, die der Finanzierung des Kampfes gegen die Deutsche Besetzung Frankreichs im Zweiten Weltkrieg dienen sollten. Tatsächlich aber führte die Verwendung des Geldes nach dem Krieg zu erheblichen politischen Verwicklungen und konnte bis heute in Teilen nicht aufgeklärt werden.

## Ausgangssituation
Am 6. Juni 1944, dem D-Day, waren alliierte Verbände in der Normandie gelandet (Operation Overlord). In der Nacht zuvor hatte Ici Londres dringend dazu aufgerufen, die Widerstandsnetze zu mobilisieren. Als dann aber für die Alliierten die militärische Lage schwieriger als erwartet wurde, hatte die Unterstützung des Maquis erst einmal keine Priorität.
Am 10. Juni forderte General Kœnig, der Kommandeur der französischen Kräfte, der von London aus arbeitete, die Franzosen auf, sich mit Angriffen auf die Deutschen zurückhalten, bis mehr Waffen zur Verfügung gestellt werden könnten. Die Begeisterung, die sich im Widerstand über die Landung der Alliierten zeigte, ging in Skepsis und Verwirrung über, es wurde sogar vorgeschlagen, die neuen Rekruten wieder nach Hause zu schicken, eine Idee, die aber keinen Anklang fand.
Kœnigs Befehl hatte nicht den gewünschten Effekt, er erhöhte sogar das Durcheinander, da die Nachricht nur diejenigen erreichte, die mit Sendern und Empfängern arbeiteten, während der Aufruf zur Mobilisierung von der BBC ausgestrahlt wurde, und daher allen Franzosen bekannt war. Einige Netzwerke wussten also nichts davon, andere beschlossen, die Erklärung außer Acht zu lassen und die Angriffe gegen die Deutschen weiterzuführen. Nur Netzwerke, denen wirklich Waffen und Munition fehlten, waren gezwungen, mit dem Kampf aufzuhören.

## Ideen zur Finanzierung des Widerstands
Einige Zeit zuvor hatten die Anführer des Widerstands entschieden, dass es an der Zeit sei, dass das Vichy-Regime „den Krieg bezahle“. Für Robert Noireau (Deckname Colonel Georges), Chef der Francs-tireurs et partisans (FTP) im Département Lot, waren die Gründe für diese Entscheidung sowohl politisch wie praktisch: „Daher sind die Post und das Finanzamt, öffentliche Kassen als Ganzes, auch Banken unsere Finanzquellen geworden. Ich habe immer das Gefühl gehabt, dass im Falle eines nationalen Befreiungskriegs es besser war, ihn mit öffentlichen Mitteln der Vichy-Regierung zu führen, als auf Einzelpersonen zurückzugreifen.“
Am 9. Februar griff eine „autonome Gruppe“ einen Konvoi an, der die Niederlassung der Banque de France in der Hauptstadt des Départements Puy-de-Dôme zum Ziel hatte und raubte gut eine Milliarde Francs. Ein paar Tage später wurden dem Kommando 735 Millionen durch eine reguläre FTP-Einheit wieder abgenommen (davon wurden nach der Befreiung von der Front national der Résistance, dem Erben der FTP, 438 Millionen dem Finanzministerium zurückgeben – aber 297 Millionen für den eigenen Bedarf behalten). Nachdem die Banque de France am 30. März 1944 die Seriennummern der Geldscheine veröffentlicht hatte, fielen der Polizei weitere 104 Millionen in die Hände, so dass den Autonomen am Ende 164 Millionen blieben.
Auch die Maquisards im Département Dordogne, denen es ebenfalls an Geld mangelte, beschlossen, die Sache selbst in die Hand zu nehmen. In einem Schreiben vom 1. Juli an den Maxime Roux, den am 8. Juni vom Widerstand ernannten Präfekten der Dordogne, gab André Gaucher (Deckname Martial) der Departementschef der Forces françaises de l’intérieur (FFI) in Dordogne, eine pessimistische Einschätzung der Situation. Martial befürchtet „einen vollständigen moralischen Zerfall“ seiner Männer, „gefolgt – wenn keine ernsthaften Maßnahmen ergriffen werden – von unvermeidlichen Verbrechen mit dramatischen Folgen auf die aktuelle Haltung der Zivilbevölkerung.“ Die Kämpfer seien „jetzt ohne Mittel und vermutlich Ziel von Zwangsmaßnahmen durch die Vichy- und ausländischen Behörden.“ Die Zivilisten wiederum, von deutschen Repressalien bedroht, der Beschlagnahme von Nahrung unterworfen, zeigten sich immer zurückhaltender in ihrer Unterstützung. Um sie sich nicht zu entfremden, glaubt Martial, dass „es absolut notwendig ist, dass unsere Kampfgruppen sich ehrlich verhalten und die Abwicklung ihrer Einkäufe gewährleisten können.“ Er forderte für die 7.500 Männer der drei Sektoren, für die er zuständig ist, eine Summe von 8,2 Millionen Franc, alleine um den Zeitraum vom 5. Juni bis zum 5. Juli abzudecken.
Die Lösung kam dann von unerwarteter Seite. Martial diskutierte das Problem mit Jean Callard, dem am 6. Juni vom Vichy-Regime eingesetzten Präfekten des Departements und somit Leiter der lokalen Regierung und der Polizei. Callard leitete sofort einige Schritte ein. Der Trésorier-payeur général der Dordogne, Latapie, seit langem Mitglied des Widerstands, erhält den Auftrag, Teile der Steuereinnahmen der vom FFI besetzten Kantone in bar zur Disposition Martials zu stellen. Allerdings macht der wachsende Umfang von Martials Finanzbedarf diese Maßnahme schnell unzureichend, so dass man eine andere Lösung finden musste.
Mitte Juli erfuhr Callard, dass die Filiale der Banque de France in Périgueux in ihren Kellern acht bis zehn Milliarden Francs in Banknoten hat. Diese Geldscheine waren für die Niederlassung in Bordeaux bestimmt, wurden in Perigueux nur aus Angst vor Bombardierungen gelagert, bei Bedarf in die Hauptstadt der Gironde zurückgebracht, vor allem, um Zahlungen an die Kriegsmarine der Deutschen unter Anwendung des Waffenstillstandsabkommens zu leisten.
„Der Direktor der Banque de France von Périgueux unterstrich die Mühe, die ihm das Vorhandensein dieser Milliarden in Papier mache“, sagte Callard später, „darunter seine Angst, dass es einen Handstreich des Maquis auf seinen Keller gebe. Ich sehe dort sofort die Möglichkeit, die Gelder für Gaucher und den Präfekten des Maquis, Maxime Roux, zu beschaffen. Ich pflichtete dem Direktor der Banque de France bei, und schlug ihm vor, anlässlich der nächsten Anforderung der Banque de France in Bordeaux, einen wesentlichen Teil der Scheine aus dem Keller heraus zu schaffen.“ Zu dieser Zeit war eine spürbare Neigung der leitenden Beamten des Vichy-Regimes in Richtung Widerstand nicht mehr ungewöhnlich – so auch bei Callard, der später als „vichysto-résistant“ beschrieben wurde.
Mit diesem Wissen schlug Callard Martial vor, einen Überfall auf die Eisenbahn zu organisieren, und versprach, ihn zu informieren, wann der nächste Zug Gelder nach Bordeaux transportieren werde. Er musste nicht lange warten: am 25. Juli erfuhr er, dass am nächsten Tag ein Zug, der schwer bewaffnet sein würde, 2,28 Milliarden Francs abtransportieren solle. Das Geld werde in 150 Säcken verpackt sein und sechs Tonnen wiegen.

## Die Planung
Martial begann sofort, den Raubüberfall zu planen, der von lokalen Maquis-Gruppen durchgeführt werden würde: A.S. Valmy, A.S. Paul-Henry und A.S. Ancel zusammen mit der Groupe Franc Roland unter der Leitung von Roland Clée. Der Bahnhof in Neuvic wurde als der beste Punkt ausgewählt, um den Zug zu stoppen. Der Bahnhof liegt am Westrand der Gemeinde und damit von der Route nationale 89 (Lyon – Bordeaux) weit entfernt, die östlich von Neuvic verläuft und zu dieser Zeit mehr und mehr von den Deutschen genutzt wurde, nachdem ihnen die kleineren Straßen zu gefährlich geworden waren. Außerdem gab es in der Nähe des Bahnhofs eine ganze Reihe von Nebenstraßen, die im Fall einer schnellen Flucht nützlich waren, und die zu kleinen Dörfern führten, die mit der Résistance sympathisierten, ebenso wie vermutlich die meisten Bahnhofsmitarbeiter.
Die Maquis-Gruppen Valmy, Ancel und Paul-Henry wurden damit beauftragt, den Bahnhof zu sichern sowie die lokale Bevölkerung fernzuhalten; die Groupe Franc Roland bekam die Aufgabe, den Bahnhof und die Passagiere im Zug zu kontrollieren sowie die Säcke umzuladen. Sie bekamen zwei Lastwagen gestellt, einen, der auf Benzin lief und einen anderen, der auf Gasbetrieb umgebaut worden war. Sie würden durch zwei von Roland Clées Männern, Gilbert Boissière und Roger Rougié, gefahren werden.
Die Informationen besagten, dass der Zug das Geld in einem Wagon transportieren werde, der an eine Reihe von Personenwaggons angekoppelt sei. Er sei wahrscheinlich schwer bewacht. Die Groupe Franc Roland bekam etwa eine Woche Zeit, um den Überfall zu planen, während die Maquis-Gruppe Valmy, die in La Taillandiere lagerte, nur wenige Stunden vor ihrem Einsatz alarmiert werden konnte. Martial hatte Gandoin, dem Anführer von Valmy, vorgeschlagen, dass, falls die Mission erfolgreich sei, jeder Maquisard 1000 Francs erhalten würde. Gandoin wollte davon aber nichts wissen: „Wir sind Soldaten, keine Piraten!“ soll er geantwortet haben.
Callard wiederum gab als Polizeichef den Befehl, den Wagon von einer Gruppe von Polizeibeamten zu begleitet, von denen nur die vertrauenswürdigsten – ein Oberkommissar und vier Inspektoren der Renseignements généraux von Périgueux – unterrichtet wurden. Der Auftrag lautete: nicht die Waffen benutzen, wenn der Zug von einer FFI-Gruppe angegriffen werde und ohne Blutvergießen die wenigen Polizisten, die nicht unterrichtet waren, unschädlich zu machen.

## Der Überfall
Nachdem die Gruppe Valmy von ihrem Lager Richtung Neuvic aufgebrochen war, fuhren sie durch die kleine Stadt Vergt, während sie nach ihrer Tradition die Marseillaise sangen. Sie kamen in der Mitte des Nachmittags am Bahnhof von Neuvic an, drängten Schaulustige ab, die in Neuvic schnell das Gerücht verbreiteten, dass der Zug angegriffen werde, sperrten den Zugang zum Bahnhof, legten einige Minen und stellten Maschinengewehre auf. Der Maquisard Dormoyer installierte seinen PIAT-Raketenwerfer auf, war aber nicht glücklich damit, dass er nur drei Raketen hatte. Er sagte Gandoin, dass er damit nicht viel erreichen werde und Gandoin antwortete: „Wenn Du einen Panzer auf 100 Meter nicht mit zwei Raketen treffen kannst, wofür brauchst du dann eine dritte?“ Einige der Widerstandskämpfer versteckten sich in einem Graben entlang der Eisenbahnstrecke, andere in einem Weinberg hinter der Güterhalle des Bahnhofs.

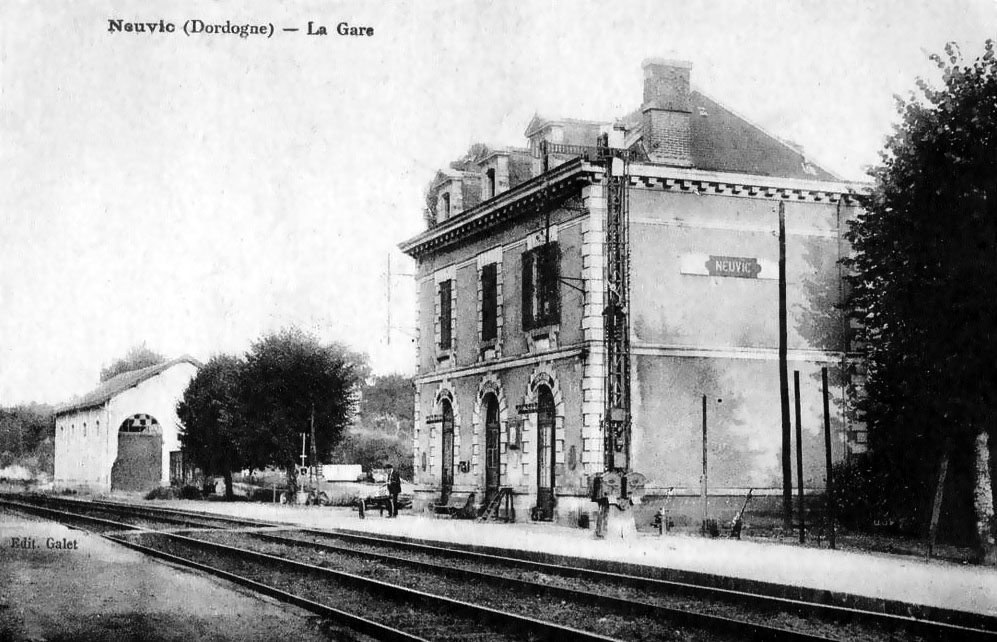
Bahnhof von Neuvic (um 1900)

Es war 19:45 Uhr, als vom Bahnhof aus Rauch am Horizont gesichtet wurde und der Zug dann auch zu sehen war. Als der Zug vor dem Bahnhof abbremste, wurde mangels einer sichtbaren Eskorte angenommen, dass die Informationen über seine „Ladung“ falsch seien, da er wie ein normaler Personenzug aussah.
Roland Clée befahl, niemanden vom Zug herunter zu lassen, sprang selbst auf den Zug auf, ging die Korridore hinunter und forderte alle Passagiere auf, auf ihren Plätzen zu bleiben und Türen oder Fenster nicht zu öffnen. Der Maquisard André Legrand und ein weiterer Widerstandskämpfer sprangen in das Führerhaus der Lokomotive, wo der eingeweihte Lokführer ihnen sagte: „Erster Wagon“.
Die Türen des unmarkierten Wagons wurden geöffnet, drinnen waren die Polizisten, einer mit einer Pistole bewaffnet, die die 150 Säcke bewachten, die mit „Banque du France“ gekennzeichnet waren. Ein paar von Roland Clées Männern sprangen hinein, man einigte sich auf ein Schauspiel: die Maquisards würden einen Angriff simulieren, die Waffe würde abgefeuert, um es aussehen zu lassen, als habe es Widerstand gegeben. Zwei weitere Männer kletterten auf der Lokomotive, befahlen dem Mechaniker und dem Heizer, den in Frage stehenden Wagon von den Personenwagen abzukuppeln. Danach wurde die Lokomotive und der Wagon mit Hilfe des Bahnhofsvorstehers zur Halle neben dem Bahnhof manövriert.
Mehrere der Maquisards, die in den Weinbergen, die an den Bahnhof grenzen, auf der Lauer lagen, kamen angerannt. Man begann die Säcke in die beiden Lastwagen zu laden. Zugleich ging Roland Clée noch einmal durch alle Wagons und überprüfte jedermanns Identität. Im Büro des Bahnhofsvorstehers bewachten zwei Maquisards den jungen Bahnhofsmitarbeiter Gilbert Duchose, 17 Jahre alt, als das Telefon klingelte, zuerst seitens des Bahnhofsvorsteher aus Mussidan (der nächsten Station) und dann aus Saint-Astier (der vorigen Station, wo sich deutsches Militär aufhielt); Duchose war bei Nachfrage wegen der Verspätung beauftragt zu sagen, der Zug sei aufgrund von Schuhen einer benachbarten Fabrik, die für die Deutschen bestimmt seien und noch geladen werden müssten, verspätet.
Zu Christophe Raoul, genannt Krikri, einem Offizier der Organisation de résistance de l’armée (ORA), der den Überfall mitgeplant hatte, kam der Vertreter der Banque der France, und bat ihn, den Empfangs der 2,28 Milliarden Francs zu quittieren, zuzüglich 1500 Francs für die 150 Leinensäcke – der Offizier tat es und der Bankbeamte war zufrieden.
Nach 30 Minuten war der Güterwagen entladen und die Säcke in den Lastwagen aufgestapelt. Roland Clées Männer verschwanden wieder im Gebüsch und die Lastwagen fuhren langsam los, drehten noch eine Runde vor dem Bahnhof. Einige Bahnhofsmitarbeiter, darunter Gilbert Duchose beobachteten, wie sie wegfuhren. Er bemerkte, dass zwei Säcke von der Rückseite eines der Lastwagen gefallen waren. Er schrie, um dies den Fahrer wissen zu lassen, und die beiden Säcke wurden wieder auf den Lastwagen geworfen. Ein paar Tage später entschloss er sich, sich der Résistance anzuschließen, gab aber später zu, dass dies nur aus Angst um sein Leben geschah, dass er sich nicht traute, zur Arbeit zurückzukehren. Die Lastwagen, flankiert von verschiedenen durch die Résistance genutzten Fahrzeugen, fuhren durch den Ort, wo viele Menschen die Straße säumten, jubelten und Le Chant du Départ sangen.

## Der Rückzug
Im Südosten Neuvics bewachten einige Maquisards die Kreuzung, wo die Strecke die RN 89 kreuzt, den Punkt, der als die wahrscheinlichste Stelle angesehen wurde, wo sie auf eine deutsche Patrouille stoßen könnten. Alles ging glatt, mit der Ausnahme, dass der gasbetriebene Wagen Mühe hatte, mit dem anderen Lastwagen Schritt zu halten und nach einiger Zeit strömender Regen einsetzte. Die gewählte Strecke war zudem in so schlechtem Zustand, dass nach etwa 15 Kilometern der von Rougié gefahrene Lastwagen eine Panne hatte. Das Fahrzeug musste aufgegeben und alle seine Säcke auf den Wagen von Boissière geladen werden, der mit Blick auf seine Reifen darüber besorgt war, dass er weitere drei Tonnen und noch einige Männer an Bord bekam.
Das Ziel war die Zentrale des FFI in den Wäldern bei Cendrieux, 45 Kilometer von Neuvic entfernt. Da der Regen die Straße zum Hauptquartier der Widerstandskämpfer aber aufgeweicht hatte, mussten die Säcke die letzte Strecke von den Männern getragen werden. Es war fast 2 Uhr morgens, als die Fracht am Ziel angekommen war. Die Säcke wurden gezählt, es waren 149, einer war wohl auf dem Weg heruntergefallen, was niemand bemerkt hatte, es war aber zu spät und zu gefährlich zurück zu fahren und nach ihm zu suchen. Nachdem die Säcke gezählt waren, wurde eine Mahlzeit für all jene gereicht, die teilgenommen hatten, ein einfaches Essen von Brot und Sardinen und aufgrund ihrer Anzahl schliefen die meisten von ihnen hinterher draußen unter freiem Himmel.
Am nächsten Tag übernahm Maxime Roux zusammen mit Mitgliedern des Comité départemental de Libération (der zivile Arm der Résistance) die Ablieferung des Geldes. Für die sichere Aufbewahrung war beschlossen worden, das Geld auf Menschen in der Region zu verteilen, denen vertraut werden konnte. In den nächsten Monaten wurde dann das Geld Anführern von verschiedenen Maquis-Gruppen in der Region 5 (Limousin, Périgord und Quercy) gegeben, um die Résistance und ihre Familien zu bewaffnen und zu ernähren, für Krankenhäuser verwandt, die in den Regionen 5 und 6 (Auvergne) für die Résistance arbeiteten, sowie für Lösegeld, um Widerstandskämpfer zu befreien, darunter André Malraux („Colonel Berger“), die am 21. Juli 1944 bei Gromat verhaftet worden waren. Auch hier wurde ein Teil des Geldes an die Banque de France zurückgezahlt, nachdem die Region befreit worden war.

## Der Wert der Beute
Die Beute von Neuvic repräsentiert 54 % der gesamten „Entnahmen“ des Widerstands aus der Banque de France zwischen Februar und Oktober 1944 in Höhe von 4,237 Milliarden Francs, eine Zahl, die man mit den 6,664 Milliarden von Dünkirchen (Operation Dynamo), die im Juni 1940 nach England gerettet wurden, vergleichen kann.
Schwieriger ist es, das Raubgut in absoluten Zahlen zu bewerten. Es wird angegeben, dass die 2,280 Milliarden von Neuvic 1,961 Milliarden Franc von 1992 entsprechen. Henri Amouroux wiederum hat berechnet, was eine solche Summe zur damaligen Zeit darstellte. „Mit 2,280 Milliarden Francs war es im Juli 1944 möglich, 43.000 Kälber mit einem Gewicht von je 100 kg zu kaufen, 12.000 Schweine zu 120 Kilo, 10.000 Tonnen Kartoffeln zu 4,50 Francs pro Kilogramm, 25.000 Kilo Cantal-Käse zu 44 Francs pro Kilo und um das Ganze zu begießen, 20.000 Fässer Wein zu 2200 Francs das Fass. Oder um ein Jahr lang 156.100 Maquisards zu ernähren, da jeder Maquisard pro Tag 40 Franc kostete. (Die Preise sind nicht die vom Schwarzmarkt, sondern die, die im Juni 1944 den Bauern des Lot vom lokalen Maquis gezahlt wurden.)“)

## Nachfolgende Untersuchungen
Schon im Jahr 1944 kamen Fragen auf, was genau mit dem Geld geschehen sei. Am 28. Oktober 1944 gab Maxime Roux, seit 20. August einziger Präfekt der Dordogne, dem Untersuchungsrichter von Ribérac zu Protokoll, dass die Gelder genommen wurden „um für die Befreiung des Gebiets eingesetzt zu werden.“
1952 richtete dann Pierre de Léotard, konservativer Abgeordneter für Paris, eine Anfrage an die Regierung unter Antoine Pinay zu allen „Entnahmen“ durch den Widerstand zum Nachteil der Banque de France, den genannten 4,237 Milliarden Franc. Seine Absicht war aber weniger die Klärung der Sachfrage, sondern einige Mitglieder des Widerstands zu beschuldigen, vor allem die Kommunisten. Die Regierung veranlasste eine Untersuchung durch einen leitenden Beamten, Bernard Clappier, der in seinem Bericht feststellte, dass, abgesehen von dem verlorenen Sack, für das meiste Geld die Verwendung nachgewiesen werden konnte. Allerdings wurde der „Rapport Clappie“ niemals veröffentlicht. Bernard Clappier wurde 1963 zum Sous-gouverneur und 1974 zum Gouverneur der Banque de France ernannt.
Auch scheint es, dass der Premierminister die konkrete Frage Léotards, ob eine am 29. Dezember 1944 vom Payeur départemental (also einem Mitarbeiter des Präfekten Roux und nach der Befragung durch den Untersuchungsrichter) den FFI ausgestellte Anweisung authentisch sei nicht beantwortete: gemäß diesem Dokument wurde die Beute aus Neuvic auf verschiedene Widerstandsorganisationen in den Regionen 5 und 6 verteilt, einiges sei für die Freilassung inhaftierter Widerstandskämpfer verwendet worden (darunter 4 Millionen für André Malraux, gefangen genommen am 22. Juli in Gramat, wobei diese Lesart unter Historikern umstritten ist); insbesondere anerkennt das Dokument den „Verlust“ von 2,287 Mio. Francs und die Auszahlung von 450 Millionen Francs an einen „Tarnfonds“ einer nicht identifizierten Person. Insgesamt ist also bei fast einem Fünftel der Menge die Verwendung unbekannt. Laut Henri Amouroux, wurden ab 1945 aber auch 797,9 Millionen (35 %) an das Finanzministerium zurückgezahlt.

## André Malraux
In einer Zusammenstellung der Konten zur Affäre Neuvic, die die Armee anfertigte, tauchen mit Datum 8. August 1944 zwei Zahlungen für die Freilassung von Oberst Berger auf, also André Malraux, über jeweils 4 Millionen Francs. Darüber hinaus wurden 800.000 Francs vom AS Corrèze für den gleichen Zweck freigegeben, ebenso Mittel in unbestimmter Höhe aus London überwiesen. Olivier Todd hält zudem fest, dass „er Geld von der R.5 [Region 5] erhalten hat ...“ mit Datum vom 4. August 1944: „überwiesen 500000 an S. R. [service des renseignements, Nachrichtendienst] und C. F. [corps franc, Freikorps] des Oberst Berger.“, obwohl Malraux weder ein Freikorps kommandierte, noch im Geheimdienst Befehlsgewalt hatte (Malraux war in der Résistance überhaupt nicht aktiv in Erscheinung getreten, hatte bis März 1944 meist in fürstlichen südfranzösischen Villen gelebt und erst danach versucht, sich der Resistance im Département Corrèze anzuschließen) – es gab nur einen Beleg, der sich auf den SOE (Special Operations Executive, englischer Geheimdienst) bezieht, zu „Jack“, der von London versorgt und finanziert wurde.
Malraux war am 21. Juli 1944 verhaftet und wie seine Mitgefangenen am 19. August aus dem Saint-Michel-Gefängnis in Toulouse entlassen, als die Deutschen abzogen, ohne dass Lösegeld geflossen war. „Wir wissen also nicht, was aus all dem Geld wurde, das für die Freilassung von Malraux bezahlt wurde (oder nicht), und an wen es tatsächlich ging.“ Olivier Todd stellt fest: „Der Schriftsteller wird eine Menge Geld in Paris haben … Aber Malraux wird mehr Geld haben als aus den Urheberrechten. Wenige Tage vor seiner Entlassung haben Maquisards, darunter eine Malraux loyale Einheit, Valmy, einen Wagon der Banque der France im Bahnhof Neuvic angegriffen ... Das Geld des Widerstands wurde für Malraux durch Rosine nach Paris transportiert.“ Malraux wird der Journalistin Suzanne Chantal sagen: „Wenn Sie finanzielle Probleme haben […] zögern Sie nicht. Im Moment bin ich reich.“
„Er wird nach dem Krieg einen luxuriösen Lebensstil führen, ein Duplex-Appartement in Boulogne-Billancourt bewohnen, bei dem er darauf bestand, die Miete zehn Jahre im Voraus zu bezahlen.“ Für seine Familie, d. h. er selbst, Madeleine und die drei Söhne Gauthier, Vincent und Alain (seine Tochter Florence lebt bei ihrer Mutter Clara) „hat er mehrere Bedienstete, Kammerdiener, Butler, dessen Frau, eine Köchin, zwei Zimmermädchen, Chauffeur, Haushälterin; der Ehemann der letzteren hilft aus. Malraux hat einen Lebensstil, der nicht seinem Ministergehalt entspricht und seinen Urheberrechten. Bösartige flüstern, dass so viele Widerstandskämpfer ihre Hand auf dem Geld des Widerstands hatten.“ (wobei Malraux das Ministergehalt erst ab 1958 hatte, der Staat in dieser Zeit für das Personal, die Essen in den Restaurants und ab 1962 auch für seine Unterbringung im Jagdhaus La Lanterne beim Schloss Versailles aufkam, das seinerzeit eigentlich die Zweitresidenz des Ministerpräsidenten war, nachdem sein Appartement in Boulogne durch einen Anschlag der OAS zerstört worden war).

## Doublemètre
Andrija Urban (André Urbanovitch oder „Doublemètre“ (Zollstock) genannt), russischer oder jugoslawischer Staatsangehöriger, tritt René Coustellier Erinnerungen mehrfach unrühmlich auf – z. B. bei der Verhaftung von Maurice Chevalier und bei den Übergriffen während der Säuberungen in Dordogne, die von ihm geleitet wurden. „Im Februar 1945 ließ sich Doublemètre im Faubourg Saint-Honoré in Paris nieder. In den folgenden zwei Jahren hatte er einen kometenhaften Aufstieg im Kunsthandel. […] Sehr reich geworden, nannte Doublemètre sich selbst Maître Hurban und kaufte eine Villa in Cannes. Er starb an der Côte d’Azur in den 1980er Jahren.“, sowie: „[…] er eröffnete 1945 die renommierten Kunstgalerie Urban, rue du Faubourg Saint-Honoré in Paris, eine Galerie, die auf zeitgenössische Künstler spezialisiert war. Er rühmte sich auch (das behauptet jedenfalls Who’s Who), in seiner komfortablen Wohnung in der Avenue Gabriel oder seiner Villa in Cannes, eine große Sammlung impressionistischer Gemälde, Möbel, Bronzen und seltener Bücher zu besitzen.“
Einen Beweis, dass Doublemètres Reichtum mit Neuvic zu tun hat, gibt es nicht, lediglich, dass er ständig von Malraux unterstützt wurde (den er schon im Périgord getroffen hatte). André Urbain gelang es schließlich, der Strafverfolgung wegen der außergerichtlichen Säuberung des Staatsapparats und des öffentlichen Lebens (siehe Commission d’Épuration) im Périgord durch seine Männer (die vom Präfekten Maxime Roux in seinem Bericht vom 26. Januar 1945 bezüglich der Dordogne als sehr hart bezeichnet wurde) zu entgehen.

## Belletristik
- Hervé Brunaux: De l'Or et des Sardines – le roman vrai du plus grand casse de tous les temps. Rouergue, 2013, ISBN 978-2-8126-0478-2.
- Martin Walker: The Resistance Man. Quercus, 2013. (dt.: Reiner Wein. Diogenes, 2014, ISBN 978-3-257-06896-2)